# Clodius Albinus római császár
Imperator Caesar Decimus Clodius Septimius Albinus Augustus, született Decimus Clodius Albinus (140/150 körül – 197. február 19.) kezdetben társcsászár (Caesar) Septimius Severus mellett, majd ellencsászár (Augustus) a Római Birodalom nyugati tartományaiban. Pontos születési időpontja nem ismert, azt a 140 és 150 évek közé teszik. Hadrimentumban született, az Africa provincia északi városában, vagyonos családban.

## Pályafutása
A Historia Augusta szerint a lovagként kezdett pályafutását a szenátusban Marcus Aurelius uralkodásának utolsó éveiben folytatta és hűséges maradt a császárhoz a 175-ben bekövetkezett Avidius Cassius vezette felkelés időszakában, amikor Bithünia helytartója volt. Commodus császársága idején 182 és 184 között Dacia területén harcolt, majd az egyik germán provinciát kormányozta. 190-ben konzul lett és valószínűleg még egy évre megválasztották. 191 körül Britannia területén a helyőrségek ellentéteivel, ellenséges magatartásának felszámolásával kellett foglalkoznia, mint a tartomány helytartójának. Didius Iulianus trónra lépését támogatta, mert annak anyja az ő szülővárosából származott.

## Társcsászárrá válása
Didius Iulianus 193-ban történt meggyilkolása után, amikor Septimius Severus bejelentette igényét a császárságra, felajánlotta Clodius Albinusnak a Caesar címet, hogy a várható háborúban szabad keze legyen a keleti tartományokban a császárság igényével fellépő Pescennius Niger ellen. Albinus reménykedhetett abban, hogy örökölheti a trónt, együttműködött a császárral ezért elfogadta az ajánlatot, holott Severusnak két gyermeke is volt, így az ajánlat csak megalkuvásnak számított, hogy biztosítani tudja a hátországát a keleti háború előtt.
194 évben távollétében másodszor választották consullá, de 195-ben már ellentétbe került Septimius Severusszal, ugyanis a császár már legyőzte Nigert és nyilvánvalóvá tette, hogy fiát Caracallát tekinti örökösének, akit ki is nevezett Caesar-nak.

## Az ellencsászárság kialakulása
Albinus, Caracalla örökössé tételével felmentettnek tekintette magát a Severushoz való hűség alól és 195-ben kikiáltotta magát Augustusnak, amikor Septimius Severus a haza ellenségének nyilváníttatta a kormányzatával. Albinus több szenátor jóindulatát élvezte és Hispánia helytartója   Lucius Novius Rufus is támogatta, amin felbátorodva a légionáriusokból sereget szervezett. Ezzel meggyengítette a birodalom északi védelmét. Galliában települt meg Lugdunum közelében állította fel főhadiszállását, ahol már pénzt is bocsátott ki, amin feltüntetett minden császári címet.

## Harca a császárság megtartásáért
Albinus győzelmet aratott az Alsó-Germánia helytartója Virius Lupus csapatai fölött, de a germániai légiók hűségesek maradta Septimius Severus császárhoz. A császár megelőzte Albinust Itália lerohanásában, csapatokat küldött az Alpok hágóinak lezárására, majd a keleti hadjáratot befejezve 196-197 telén Galliába érkezett, ahol már az első kezdeti összecsapásban Trnurtium mellett győzelmet aratott. A végső összecsapásra Lugdunum mellett került sor 197 februárjában. Cassius Dio történetíró szerint mindkét oldalon 150.000 főből álló csapat állt szembe egymással és két napig tartó harc után Severus egyik hadvezére Julius Laetus lovasságával eldöntötte a csatát a császár javára. ’’Lugdunum’’ városa teljesen elpusztult a harcok során, Albinus menekülés közben február 19-én agyonszúrta saját magát (vagy más szúrta le), fejét Rómába küldték támogatói elrettentésére. Családjának először megkegyelmeztek, de később feleségét és fiait is lefejezték.

## Kortársi vélemények
Septimius Severus önéletrajzában nagyon kedvezőtlenül ítélte meg: kapzsi, pazarló, részeges, elpuhult és tisztességtelen embernek tartotta, aki inkább színpadra való, mint csatamezőre. Héródianosz ostobának és naivnak tartotta, mert elfogadta Severus álságos barátságát. A Historia Augusta azt állítja, hogy erotikus történetek szerzője, a rabszolgák és a katonák brutális ura, valamint nagy nőcsábász volt. A szenátorok bíztak ígéreteiben, hogy jóindulatú lesz velük szemben (egyes állítások szerint a szenátus még egyetlen császárt sem kedvelt annyira, mint őt) és ezért jobban elfogadták a latinul beszélő arisztokrácia jelöltjeként, mint a keleti helyőrségek támogatását élvező görögös típusú Nigert.